# Etnocoreologia
L'etnocoreologia è la disciplina che descrive e analizza le danze tradizionali. I suoi campi di studio rappresentano gli sviluppi specifici di due settori cognitivi differenti: la coreologia e la demo-etno-antropologia. Infatti da una parte specializza e adatta teorie, strumenti e ricerche della coreologia, materia che ha la danza come oggetto di analisi, riferita però alla cultura del ballo di tradizione popolare; dall'altra si connette con le numerose specificazioni degli studi di antropologia culturale e di etnomusicologia.

## Storia
Nata a partire dagli anni trenta del XX secolo in Europa Centrale, dal 1950 in poi diventa pratica ufficiale nei Paesi dell'Est Europa. Lo strumento è l'analisi del movimento che utilizzi metodi di documentazione audiovisiva e di descrizione, trascrizione e classificazione. Fra le maggiori organizzazioni mondiali, l'International Council for Traditional Music, da circa 50 anni, organizza un importante simposio per la ricerca etnocoreologica.

## In Italia
In Italia gli studi etnocoreologici sono iniziati con un certo ritardo rispetto ad altri Paesi occidentali, ma negli ultimi decenni i pochi cultori stanno recuperando il divario intercorso. possono essere considerati gli antesignani dell'interesse per la danza tradizionale Gaspare Ungarelli alla fine del XIX secolo, Anton Giulio Bragaglia, Bianca Maria Galanti, Gianfranco D'Aronco e Antonio Cornoldi tra gli anni trenta e '60 del XX secolo. Le prime ricerche sistematiche e con metodologia scientifica sono iniziate solo alla fine degli anni settanta del XX secolo: pionieri ed oggi i principali esperti sono gli etnocoreologi Giuseppe Michele Gala e Placida Staro.

### Principali esponenti In Italia
Gala compie indagini sul campo in tutte le regioni italiane dal 1976, ma ha concentrato la sua osservazione etnografica ed antropologica soprattutto sui repertori etnocoreutici e sui loro contesti festivi dell'Italia centro-meridionale e della Sardegna.
Gala ha costituito a Firenze un ricco "Archivio di Documentazione Etnocoreutica" e ha dato vita alla rivista "Choreola", alla collana discografica "Ethnica" specializzata in musiche tradizionali per danza, a stages e ad una serie di pubblicazioni bibliografiche con l'Associazione "Taranta".
Placida Staro inizia in Lombardia e Campania nel 1974, analizza repertori in Piemonte, Veneto, Trentino, Friuli-Venezia Giulia, Toscana, Calabria, Puglia e in Bulgaria. Dal 1978 ha puntualizzato la sua ricerca in senso antropologico sull'Appennino bolognese.Etnomusicologa, specializzata in analisi del movimento e sistemi di notazione in Francia ed Inghilterra è stata parte dell'European Seminar of Kinetography. Nel 1983 apre il Laboratorio di Studio sulla Danza Popolare a Milano con i corsi per operatori della danza popolare.  Dal 1985 membro del International Council for Traditional Music, contribuisce nel 1988 alla rifondazione dello Study Group on Ethnochoreology di cui diventa vicepresidente dal 2012 al 2020 e poi presidente dal 2023. Ha pubblicato più di 100 pubblicazioni di etnomusicologia, etnocoreologia, antropologia della musica e della danza in Italia e all’estero.
Gli stessi sono i principali curatori degli studi etnocoreologici pubblicati in Italia negli ultimi trent'anni.